# Sayonara Wild Hearts
Sayonara Wild Hearts est un jeu vidéo de rythme et d'action développé par Simogo et édité par Annapurna Interactive. Le jeu sort en 2019 sur Windows, PlayStation 4, Xbox One, Nintendo Switch et iOS.

## Accueil
- Gameblog : 8/10[1]

- IGN : 7,9/10[2]

En septembre 2020, Annapurna Interactive commercialise le jeu au format physique au sein d'une collection de huit titres qui ont fait le succès de la jeune structure d'édition :  Kentucky Route Zero, What Remains of Edith Finch, Gorogoa, Outer Wilds, Telling Lies, Donut County et Wattam.